# 69e Ōshō (shogi) 2018-2019
«Édition précédente (68)
69e Ōshō
Édition suivante (70)»
Le 69e Osho (第69期王将戦) est une compétition majeure du shogi professionnel japonais organisée d'avril 2019 à mars 2020 (comptant pour la saison japonaise 2018-2019).

## Oshosen Nana-ban Shobu
Le championnat Osho oppose dans un match en sept parties le tenant du titre Akira Watanabe (渡辺　明) au challenger Akihito Hirose (広瀬 章人) vainqueur du Chōsen-sha kettei rīgu-sen (挑戦者決定リーグ戦). Akira Watanabe s'impose au delà du suspense par 4 victoires à 3.
| Partie                                  | Date       | Sente          | Sente     | Né en | Gote           | Gote      | Né en | Watanabe | Hirose | Lieu      | Lieu                |
| --------------------------------------- | ---------- | -------------- | --------- | ----- | -------------- | --------- | ----- | -------- | ------ | --------- | ------------------- |
| 1                                       | 12/01/2020 | Akira Watanabe | 渡辺明    | 1983  | Akihito Hirose | 広瀬 章人 | 1987  | 1        | 0      | Kakegawa  | Chateau de Kakegawa |
| 2                                       | 25/01/2020 | Akihito Hirose | 広瀬 章人 | 1987  | Akira Watanabe | 渡辺明    | 1983  | 1        | 1      | Takatsuki |                     |
| 3                                       | 08/02/2020 | Akira Watanabe | 渡辺明    | 1983  | Akihito Hirose | 広瀬 章人 | 1987  | 2        | 1      | Ōtawara   |                     |
| 4                                       | 20/02/2020 | Akihito Hirose | 広瀬 章人 | 1987  | Akira Watanabe | 渡辺明    | 1983  | 2        | 2      | Hakone    |                     |
| 5                                       | 05/03/2020 | Akira Watanabe | 渡辺明    | 1983  | Akihito Hirose | 広瀬 章人 | 1987  | 2        | 3      | Osaka     |                     |
| 6                                       | 13/03/2020 | Akihito Hirose | 広瀬 章人 | 1987  | Akira Watanabe | 渡辺明    | 1983  | 3        | 3      | Saga      | Lac Kamifume        |
| 7                                       | 25/03/2020 | Akira Watanabe | 渡辺明    | 1983  | Akihito Hirose | 広瀬 章人 | 1987  | 4        | 3      | Sado      |                     |
| Akira Watanabe bat Akihito Hirose 4 - 3 |            |                |           |       |                |           |       |          |        |           |                     |

### Liste des parties
1. ↑  (ja) « ▲Akira Watanabe − △Akito Hirose 1-0 "Aiyagura" 69°Osho,Nanaban shobu, partie 1 », sur ロックショウギ,‎ 12 janvier 2020 (consulté le 14 février 2020)
2. ↑  (ja) « ▲Akihito Hirose − △Akira Watanabe 1-0 "Kakugawari" 69°Osho, Nanabanshobu, partie 2 », sur ロックショウギ,‎ 25 janvier 2020 (consulté le 14 février 2020)
3. ↑  (ja) « ▲Akira Watanabe − △Akihito Hirose 1-0 "kakugawari" 69° Osho, Nanaban Shobu, partie 3 », sur ロックショウギ,‎ 8 février 2020 (consulté le 14 février 2020)
4. ↑  (ja) « ▲Akihito Hirose − △Akira Watanabe 1-0 "Rikisen Ibisha" 69°Osho, Nanaban shobu, Partie 4 », sur ロックショウギ,‎ 20 février 2020 (consulté le 20 mars 2020)
5. ↑  (ja) « ▲Akira Watanabe− △Akihito Hirose 0-1 "Rikisen Ibisha" 69°Osho, Nanaban shobu, partie 5 », sur ロックショウギ,‎ 5 mars 2020 (consulté le 20 mars 2020)

## Chōsen-sha kettei rīgu-sen
Le tournoi des candidats (挑戦者決定リーグ戦) a réuni 7 joueurs.
4 qualifiés d'office sur la base des résultats du 68e Osho :
- Toshiaki Kubo
- Tetsuro Itodani
- Akihito Hirose
- Masayuki Toyoshima

3 qualifiés issus des Niji-Yosen :
- Yoshiharu Habu
- Hiroyuki Miura
- Sota Fujii

Akihito Hirose devient le pretendant du Roi Akira Watanabe en triomphant a l'ultime ronde de Sota Fujii
Masayuki Toyoshima, Yoshiharu Habu et Sota Fujii sont qualifie d'office pour le chosen-Sha Kettei rigu-sen du 70e Osho

|   | Joueurs            | Joueurs  | Né en | 1  | 2  | 3  | 4  | 5  | 6  | 7  | victoires | défaites | Rang |
| 1 | Toshiaki Kubo      | 久保利明 | 1975  | -4 | -5 | -7 | +2 | -3 |    | +8 | 2         | 4        | 5    |
| 2 | Tetsuro Itodani    | 糸谷哲郎 | 1988  | -3 |    | +6 | -1 | -4 | -7 | -5 | 1         | 5        | 6    |
| 3 | Akihito Hirose     | 広瀬章人 | 1987  | +2 | -6 |    | +4 | +1 | +5 | +7 | 5         | 1        | 1    |
| 4 | Masayuki Toyoshima | 豊島将之 | 1992  | +1 | +7 | -5 | -3 | +2 | +6 |    | 4         | 2        | 2    |
| 5 | Yoshiharu Habu     | 羽生善治 | 1970  |    | +1 | +4 | +6 | -7 | -3 | +5 | 4         | 2        | 3    |
| 6 | Hiroyuki Miura     | 三浦弘行 | 1974  | -7 | +3 | -2 | -5 |    | -4 | -1 | 1         | 5        | 7    |
| 7 | Sota Fujii         | 藤井聡太 | 2002  | +6 | -4 | +1 |    | +5 | +2 | -3 | 4         | 2        | 4    |

### Ronde 1
1. 1 2  (ja) « ▲Toshiaki Kubo – △Masayuki Toyoshima  0-1 "Sankenbisha" 69°Osho, Chosen sha Ketteisen, ronde 1 », sur ロックショウギ,‎ 17 septembre 2019 (consulté le 2 octobre 2019)
2. 1 2  (ja) « ▲Akihito Hirose – △Tetsuro Itodani 1-0 "Itteson Kakugawari" 69°Osho, Chosen sha ketteisen, ronde 1 », sur ロックショウギ,‎ 23 septembre 2019 (consulté le 2 octobre 2019)
3. 1 2  (ja) « ▲Sota Fujii – △Hiroyuki Miura 1-0 "Aikoshikake gin Kakugawari" 69°Osho, Chosen sha Ketteisen, ronde 1 », sur ロックショウギ,‎ 29 septembre 2019 (consulté le 2 octobre 2019)

## Niji Yosen
Composé de trois tournois à élimination directe, ce second tour des qualifications a opposé 18 joueurs.
Il permet aux trois vainqueurs d’accéder au Chōsen-sha kettei rīgu-sen :

### Nịii-Yosen 1-Kumi
Masataka Goda et Yoshiharu Habu était qualifié d'office pour les demi-finales.
Qualifié pour le Chōsen-sha kettei rīgu-sen.
- Yoshiharu Habu

| Masataka Goda  | 郷田真隆 | 1971 | Masataka Goda  | Masataka Goda  | Masataka Goda Goda-Matsuo 0-1 27/08/2019 | Yoshiharu Habu Habu-Goda 1-0 06/09/2019 |
| Shingo Sawada  | 澤田真吾 | 1991 | Shingo Sawada  | Ayumu Matsuo   | Masataka Goda Goda-Matsuo 0-1 27/08/2019 | Yoshiharu Habu Habu-Goda 1-0 06/09/2019 |
| Ayumu Matsuo   | 松尾歩   | 1980 | Ayumu Matsuo   | Ayumu Matsuo   | Masataka Goda Goda-Matsuo 0-1 27/08/2019 | Yoshiharu Habu Habu-Goda 1-0 06/09/2019 |
| Koichi Fukaura | 深浦康市 | 1972 | Koichi Fukaura | Seiya Kondo    | Yoshiharu Habu Kondo-Habu 0-1 29/08/2019 | Yoshiharu Habu Habu-Goda 1-0 06/09/2019 |
| Seiya Kondō    | 近藤誠也 | 1996 | Seiya Kondo    | Seiya Kondo    | Yoshiharu Habu Kondo-Habu 0-1 29/08/2019 | Yoshiharu Habu Habu-Goda 1-0 06/09/2019 |
| Yoshiharu Habu | 羽生善治 | 1970 | Yoshiharu Habu | Yoshiharu Habu | Yoshiharu Habu Kondo-Habu 0-1 29/08/2019 | Yoshiharu Habu Habu-Goda 1-0 06/09/2019 |

Finale
1. ↑  (ja) « Yoshiharu Habu vs. Masataka Goda 1-0 "Aigakari" 69°Osho, Niji-Yosen, Finale », sur 将棋DB2,‎ 6 septembre 2019 (consulté le 3 octobre 2019)

Demi-finales
1. ↑  (ja) « Masataka Goda vs. Ayumu Matsuo 1-0 "Aigakari" 69°Osho, Niji-Yosen, Demi-finale », sur 将棋DB2,‎ 27 août 2019 (consulté le 3 octobre 2019)
2. ↑  (ja) « Seiya Kondo vs. Yoshiharu Habu 0-1 "Kakugawari Koshikage gin" 69°Osho, Niji Yosen, Demi-finale », sur 将棋DB2,‎ 29 août 2019 (consulté le 3 octobre 2019)

### Nịii-Yosen 2-Kumi
Amahiko Sato et Shintaro Saito étaient qualifiés d'office pour les demi-finales.
Qualifié pour le Chōsen-sha kettei rīgu-sen.
- Hiroyuki Miura

| Amahiko Sato     | 佐藤天彦   | 1988 | Amahiko Sato     | Amahiko Sato   | Amahiko Sato Akutsu-A.Sato 0-1 29/08/2019 | Hiroyuki Miura Miura-Y.Sato 1-0 14/09/2019 |
| Yasuhiro Masuda  | 増田康宏   | 1997 | Yasuhiro Masuda  | Chikara Akutsu | Amahiko Sato Akutsu-A.Sato 0-1 29/08/2019 | Hiroyuki Miura Miura-Y.Sato 1-0 14/09/2019 |
| Chikara Akutsu   | 阿久津主税 | 1982 | Chikara Akutsu   | Chikara Akutsu | Amahiko Sato Akutsu-A.Sato 0-1 29/08/2019 | Hiroyuki Miura Miura-Y.Sato 1-0 14/09/2019 |
| Hiroyuki Miura   | 三浦弘行   | 1974 | Hiroyuki Miura   | Hiroyuki Miura | Hiroyuki Miura Miura-Saito 1-0 07/08/2019 | Hiroyuki Miura Miura-Y.Sato 1-0 14/09/2019 |
| Hirotaka Kajiura | 梶浦宏孝   | 1995 | Hirotaka Kajiura | Hiroyuki Miura | Hiroyuki Miura Miura-Saito 1-0 07/08/2019 | Hiroyuki Miura Miura-Y.Sato 1-0 14/09/2019 |
| Shintaro Saito   | 斎藤慎太郎 | 1992 | Shintaro Saito   | Shintaro Saito | Hiroyuki Miura Miura-Saito 1-0 07/08/2019 | Hiroyuki Miura Miura-Y.Sato 1-0 14/09/2019 |

Finale
1. ↑  (ja) « Hiroyuki Miura vs. Yasumitsu Sato 1-0 "Aigakari" 69°Osho, Niji-Yosen, Finale », sur 将棋DB2,‎ 14 septembre 2019 (consulté le 3 octobre 2019)

Demi-finales
1. ↑  (ja) « Chikara Akutsu vs. Amahiko Sato 0-1 "Kakugawari Kashikake gin" 69°Osho, Niji-Yosen, Demi-finale », sur 将棋DB2,‎ 29 août 2019 (consulté le 3 octobre 2019)
2. ↑  (ja) « Hiroyuki Miura vs. Shintaro Saito 1-0 "Aigakari"  69°Osho, Niji-Yosen, Demi-finale », sur 将棋DB2,‎ 7 août 2019 (consulté le 3 octobre 2019)

### Nịii-Yosen 3-Kumi
Taichi Nakamura et Taichi Takami était qualifié d'office pour les demi-finales.
Qualifié pour le Chōsen-sha kettei rīgu-sen.
- Sota Fujii

| Taichi Nakamura | 中村 太地 | 1988 | Taichi Nakamura | Taichi Nakamura | Sota Fujii S.Fujii-T.Nakamura 1-0 26/08/2019 | Sota Fujii Fujii-Tanigawa 1-0 01/09/2019 |
| Sota Fujii      | 藤井聡太  | 2002 | Sota Fujii      | Sota Fujii      | Sota Fujii S.Fujii-T.Nakamura 1-0 26/08/2019 | Sota Fujii Fujii-Tanigawa 1-0 01/09/2019 |
| Yasumitsu Sato  | 佐藤康光  | 1969 | Yasumitsu Sato  | Sota Fujii      | Sota Fujii S.Fujii-T.Nakamura 1-0 26/08/2019 | Sota Fujii Fujii-Tanigawa 1-0 01/09/2019 |
| Koji Tanigawa   | 谷川浩司  | 1962 | Koji Tanigawa   | Koji Tanigawa   | Koji Tanigawa Takami-Tanigawa 0-1 17/08/2019 | Sota Fujii Fujii-Tanigawa 1-0 01/09/2019 |
| Akira Inaba     | 稲葉陽    | 1988 | Akira Inaba     | Koji Tanigawa   | Koji Tanigawa Takami-Tanigawa 0-1 17/08/2019 | Sota Fujii Fujii-Tanigawa 1-0 01/09/2019 |
| Taichi Takami   | 髙見泰地  | 1993 | Taichi Takami   | Taichi Takami   | Koji Tanigawa Takami-Tanigawa 0-1 17/08/2019 | Sota Fujii Fujii-Tanigawa 1-0 01/09/2019 |

Finale
1. ↑  (ja) « Sota Fujii -.Koji Tanigawa 69°Osho, Ichiji Yosen, Finale », sur 将棋DB2,‎ 1er septembre 2019 (consulté le 2 octobre 2019)

Demi-finales
1. ↑  (ja) « Sota Fujii vs. Taichi Nakamura 1-0 "Kakugawari Koshikage gin" 69°Osho, Niji-Yosen, Demi-finale », sur 将棋DB2,‎ 26 août 2019 (consulté le 3 octobre 2019)
2. ↑  (ja) « Taichi Takami vs.Koji Tanigawa 0-1 "Yagura" 69°Osho, Niji-Yosen, Demi-finale », sur 将棋DB2,‎ 17 août 2019 (consulté le 3 octobre 2019)

## Ichiji-Yosen
Ce premier tour des qualifications oppose 144 joueurs répartis en 6 tournois à élimination directe de 24 joueurs chacun.
Les six vainqueurs accédaient aux Niji-Yosen.
- Yasuhiro Masuda
- Hirotaka Kajiura
- Ayumu Matsuo
- Sota Fujii
- Shingo Sawada
- Koji Tanigawa